# Baswantpur, Devadurga
Baswantpur là một làng thuộc tehsil Devadurga, huyện Raichur, bang Karnataka, Ấn Độ.